# 趙宗樸
趙宗樸（11世纪—1077年），北宋宗室。宋太宗曾孙，赵元份之孙，赵允让次子，宋英宗的二哥。
趙宗樸与弟弟趙宗实友爱。宋仁宗诏命趙宗实入居庆宁宫，趙宗实坚持不去，趙宗樸率近亲敦促劝说，才得入宫。宋仁宗死后，趙宗实即位为宋英宗。趙宗樸为陇州防禦使、瀛州防禦使。治平元年（1064年），建濮王园庙，十月癸卯，禮院奏：「魏國公宗懿無後，濮王無嫡孫。故事，宗室推本位最長者承襲。瀛州防禦使宗樸，濮王第二子，今於本位最長。」赵宗樸于是拜彰德军节度使，襲岐国公。后来改封濮国公，奉濮王后。
宋神宗即位，加二伯父为同平章事，熙宁十年（1077年）九月甲戌，彰德軍節度使、同平章事、濮國公赵宗樸為兼侍中，進封濮陽郡王，命文彥博下旨。赵宗樸久病在身，五日後，十月初七日，赵宗樸薨，宋神宗輟朝臨奠，贈太師、中書令，追封定王，諡僖穆。其後又給彰德軍節度使牌印隨葬。有五子：太子右内率府副率赵仲蔚、华原郡王赵仲佺、华阴侯赵仲厖、荣国公赵仲僴、博平侯赵仲壬。